# Bitka kod Pákozda
Bitka kod Pákozda vođena je 29. rujna 1848. godine između Mađara i snaga pod vodstvom hrvatskog bana Josipa Jelačića (koji je ujedno bio i general u vojsci Austrijskog Carstva). Mađarska revolucionarna vojska sukobila se sa snagama pod Jelačićevim vodstvom otprilike na pola puta između jezera Balaton i Budima, u trokutu omeđenom ugarskim naseljima Pákozd, Sukoró i Pátka. Ishod bitke bio je neodlučen, no obje strane tvrdile su da je pobjeda pripala njima što je također preneseno i u tadašnjemu tisku.

## Bitka
Dana 7. rujna 1848. godine, nakon neuspješnih pregovora s Mađarima, Jelačić je objavio rat ugarskom ministarstvu i 11. rujna s oko 50.000 hrvatskih vojnika prešao Dravu. Hrvatska vojska sastojala se od graničara, uglavnom od pozivnika trećeg i četvrtog reda, kao i dijela narodnih straža. Prešavši Dravu kod Varaždina vojnim putem pripojio je Međimurje Hrvatskoj, pod krilaticom: „Što Bog dade i sreća junačka!”, ušao je u Čakovec proglasivši Međimurje opet sastavnim dijelom matice-zemlje Hrvatske. Krenuvši prema Budimu i Pešti, Jelačićeve postrojbe sukobile su se s ugarskima kraj Pákozda i Valencea 29. rujna 1848. godine. 
Bojno polje kod Pákozda nalazilo se otprilike 10 kilometara sjeveroistočno od grada Stolnog Biograda. Ban Josip Jelačić prethodno je vršio prodor iz smjera Hrvatske u smjeru Budima i Pešte, a mađarska revolucionarna vojska pomicala se s njemu suprotne (sjeverne) strane jezera Balaton. Njegov cilj bio je brzo prodrijeti prema Budimu i slomiti revoluciju. Među glavnim zapovjednicima Mađarske revolucionarne vojske u toj bitki bili su János Móga, Richard Guyon i Mór Perczel. Napadi austrijskih i hrvatskih postrojbi na mađarski bojni položaj potrajali su taj dan do pada mraka i to redom bezuspješno. Padom mraka ban Jelačić zatražio je trodnevno primirje od mađarskih zapovjednika. Mađari su to jedva dočekali i povukli se zadovoljni prema Stolnom Biogradu usput si pripisujući pobjedu nad austrijskim i hrvatskim postrojbama. Time je završila bitka kod Pakozda. Vojnički gledano ishod bitke bio je neodlučen, jer iako su Mađari odbili sve napade nisu poduzeli i nisu ni pokušali ni jedan protunapad u kojem bi uništili protivnika.
Nakon bitke Jelačić se s vojskom uputio prema Beču, gdje je odigrao znatnu ulogu u gušenju tamošnjeg ustanka.